# Stephanie Rhodes-Bosch
Stephanie Rhodes-Bosch (17 de julio de 1988) es una jinete canadiense que compitió en la modalidad de concurso completo. Ganó una medalla de plata en el Campeonato Mundial de Concurso Completo de 2010, en la prueba por equipos.

## Palmarés internacional
| Campeonato Mundial | Campeonato Mundial         | Campeonato Mundial | Campeonato Mundial |
| Año                | Lugar                      | Medalla            | Categoría          |
| ------------------ | -------------------------- | ------------------ | ------------------ |
| 2010               | Lexington (Estados Unidos) | Medalla de plata   | Por equipos        |